# Anders Hagelskjær
Anders Hagelskjær (Herning, 16 febbraio 1997) è un calciatore danese, difensore del Wycombe.

## Caratteristiche tecniche
È un difensore centrale.

## Carriera

### Club
Cresciuto nel settore giovanile del Midtjylland, nel gennaio 2017 è stato prestato allo Skive con cui ha debuttato fra i professionisti il 5 marzo 2017 in occasione dell'incontro di 1. Division vinto 2-0 contro il Vejle; al termine della stagione è stato acquistato a titolo definitivo confermandosi titolare al centro della difesa anche per la stagione 2017-2018.
L'estate seguente è stato tesserato dal Silkeborg con cui ha ottenuto la promozione in Superligaen al termine della stagione; ha esordito nella massima serie danese il 29 luglio giocando il match perso 3-1 contro l'Aalborg.
Retrocesso al termine della stagione, è rimasto anche per l'annata 2020-2021 prima di trasferirsi all'Aalborg a titolo definitivo.
Il 31 agosto 2022 è stato ufficializzato il suo passaggio ai norvegesi del Sarpsborg 08 con la formula del prestito.
Il 21 febbraio 2023 è stato ingaggiato dal Molde, a cui si è legato con un contratto quadriennale.

### Nazionale
Nel 2015 ha giocato una partita con la nazionale danese Under-18.

## Statistiche
Statistiche aggiornate al 21 febbraio 2023.

### Presenze e reti nei club
| Stagione         | Squadra          | Campionato       | Campionato | Campionato | Coppe nazionali | Coppe nazionali | Coppe nazionali | Coppe continentali | Coppe continentali | Coppe continentali | Altre coppe | Altre coppe | Altre coppe | Totale | Totale | Totale |
| Stagione         | Squadra          | Comp             | Pres       | Reti       | Comp            | Pres            | Reti            | Comp               | Pres               | Reti               | Comp        | Pres        | Reti        | Pres   | Reti   |        |
| ---------------- | ---------------- | ---------------- | ---------- | ---------- | --------------- | --------------- | --------------- | ------------------ | ------------------ | ------------------ | ----------- | ----------- | ----------- | ------ | ------ | ------ |
| 2016-2017        | Skive            | 1D               | 13         | 0          | CD              | 0               | 0               |                    | -                  | -                  |             | -           | -           | 13     | 0      |        |
| 2017-2018        | Skive            | 1D               | 29         | 0          | CD              | 0               | 0               |                    | -                  | -                  |             | -           | -           | 29     | 0      |        |
| Totale Skive     | Totale Skive     | Totale Skive     | 42         | 0          |                 | 0               | 0               |                    | -                  | -                  |             | -           | -           | 42     | 0      |        |
| 2018-2019        | Silkeborg        | 1D               | 31         | 1          | CD              | 3               | 0               |                    | -                  | -                  |             | -           | -           | 34     | 1      |        |
| 2019-2020        | Silkeborg        | SL               | 24         | 2          | CD              | 4               | 0               |                    | -                  | -                  |             | -           | -           | 28     | 2      |        |
| 2020-2021        | Silkeborg        | 1D               | 19         | 0          | CD              | 2               | 0               |                    | -                  | -                  |             | -           | -           | 21     | 0      |        |
| Totale Silkeborg | Totale Silkeborg | Totale Silkeborg | 74         | 3          |                 | 9               | 0               |                    | -                  | -                  |             | -           | -           | 83     | 3      |        |
| 2021-2022        | Aalborg          | SL               | 29         | 1          | CD              | 3               | 1               |                    | -                  | -                  |             | -           | -           | 32     | 2      |        |
| lug.-ago. 2022   | Aalborg          | SL               | 2          | 1          | CD              | 0               | 0               |                    | -                  | -                  |             | -           | -           | 2      | 1      |        |
| ago.-dic. 2022   | Sarpsborg 08     | ES               | 10         | 0          | CN              | -               | -               |                    | -                  | -                  |             | -           | -           | 10     | 0      |        |
| gen.-feb. 2023   | Aalborg          | SL               | 1          | 0          | CD              | 0               | 0               |                    | -                  | -                  |             | -           | -           | 1      | 0      |        |
| Totale Aalborg   | Totale Aalborg   | Totale Aalborg   | 32         | 2          |                 | 3               | 1               |                    | -                  | -                  |             | -           | -           | 35     | 3      |        |
| 2023             | Molde            | ES               | 0          | 0          | CN              | 0               | 0               | UCL                | 0                  | 0                  |             | -           | -           | 0      | 0      |        |
| Totale carriera  | Totale carriera  | Totale carriera  | 158        | 5          |                 | 12              | 1               |                    | -                  | -                  |             | -           | -           | 170    | 6      |        |

## Palmarès

### Club

#### Competizioni nazionali
- Coppa di Norvegia: 1

Molde: 2023